# Роспиты
Роспиты — опустевшая деревня в Сунском районе Кировской области в составе  Большевистского сельского поселения.

## География
Находится на расстоянии примерно 15 км по  прямой на север от районного центра поселка  Суна.

## История
Известна была с 1678 года как починок  на верх речки Камешной, что словет Логоватое с 1 двором,  в 1764 проживало 106 монастырских крестьян (Успенского Трифонова монастыря) и 36 государственных. В 1873 году здесь (уже деревня Роспиты) учтено было дворов 4 и жителей 163, в 1905 36 и 204, в 1926 44 и 184, в 1950 34 и 108. В 1989 году не оставалось постоянных жителей. 

## Население
Постоянное население  не было учтено как в 2002 году, так и в 2010.